# صدیقه بلخی
صدیقه بلخی (زادهٔ ۱۹۵۰م)  سیاستمدار اهل افغانستان است. وی در دولت حامد کرزی وزیر بود.
بلخی در سال ۱۹۵۰ میلادی در مزار شریف، ولایت بلخ، افغانستان متولد شد. پدرش، سید اسماعیل بلخی، چندین بار در افغانستان به زندان افتاد و در نهایت مسموم شد. او در سنین جوانی ازدواج کرده و شش فرزند دارد. برادرش، سید علی بلخی، یک اقتصاددان بود که در زمان حکومت حزب دموکراتیک خلق افغانستان
کشته شد.
بلخی از سال ۲۰۰۴ تا ۲۰۰۹ به‌عنوان وزیر دولت در امور شهدا و معلولین در دولت حمید کرزی خدمت کرده‌است.